# Poppe Damave

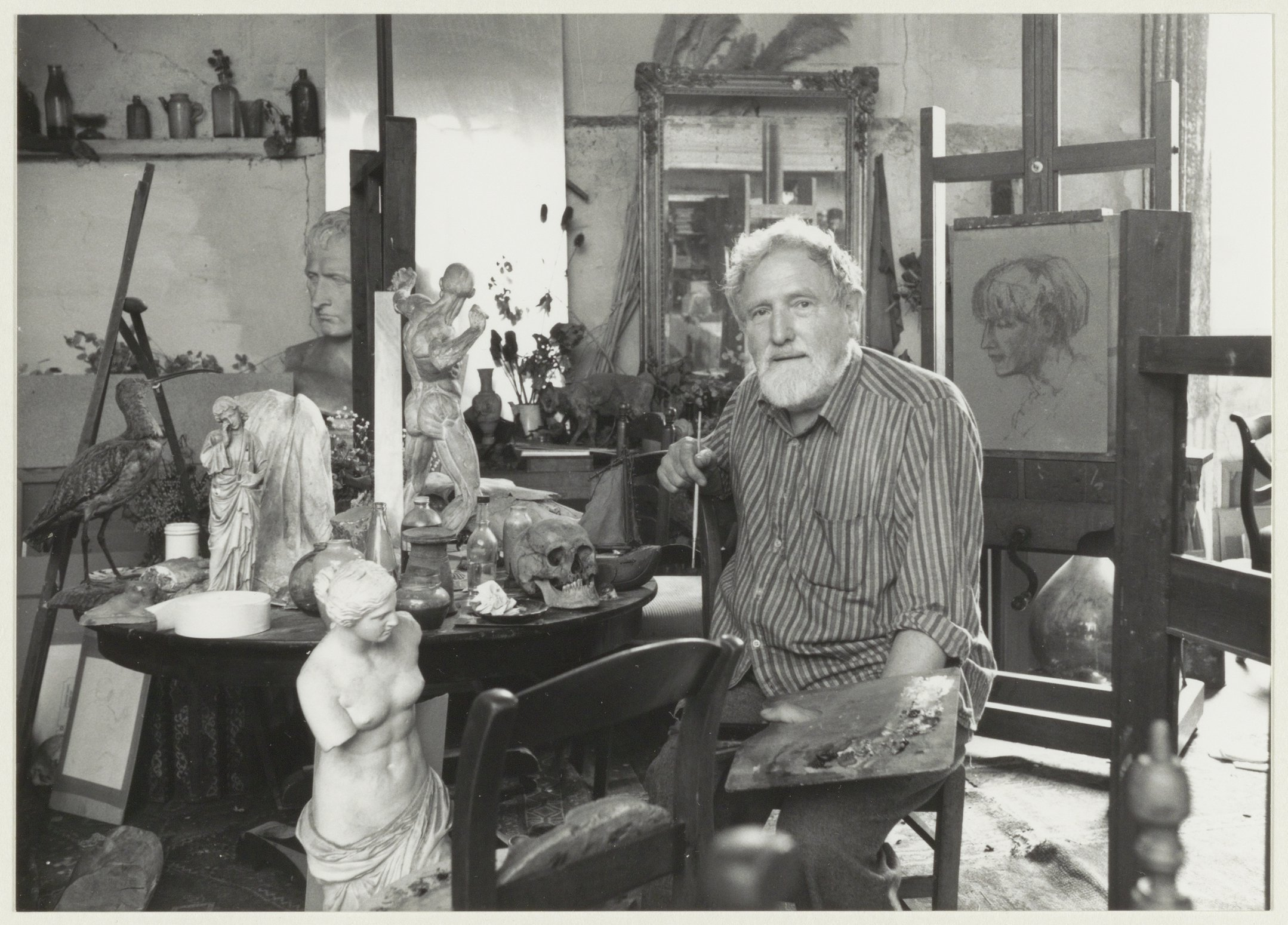
Damave in zijn atelier

Poppe Harmanus Damave (Groningen, 21 januari 1921 - Bonn, 18 augustus 1988), was een Nederlands kunstschilder, aquarellist, tekenaar, graveur en illustrator.

## Leven en werk
Hij was zoon van Maria Elisabeth Kerstholt en hoedenmaker Koos Damave. Zelf was hij getrouwd met Tine Martin. Dochter Dini Damave was kortstondig werkzaam in de filmwereld; zo werkte ze mee aan de film Flodder. Dochter Henriëtte is enigszins bekend als illustrator van Het geheime dagboek van Adriaan Mole, 13 3/4 jaar en De groeipijnen van Adriaan Mole.
Poppe Damave werd te Groningen geboren. Zijn ouders verhuisden in 1926 naar Haarlem waar Poppe de rest van zijn leven zou blijven wonen. Rond zijn zestiende levensjaar bezocht hij in de avonduren de Kunstnijverheidsschool te Haarlem waar hij vijf jaar lang student zou blijven. Zijn leermeester aan dit instituut was Windt. Ook was hij leerling van Henri Boot en A. J. Grootens. In 1942 studeerde hij enige tijd aan de Academie van Maastricht. Daarna werkte hij twee jaar in het atelier van Kees Verwey. Na de Tweede Wereldoorlog werd Damave lid van de sociëteit 'Teisterbant' en was hij mede-oprichter van 'De Groep' waarvan hij zestien jaar voorzitter was. Eveneens was hij lid van 'De Acht', kunstenaarssociëteit Arti et Amicitiae in Amsterdam, de 'Hollandse Aquarellisten Kring', 'De Nederlandse Kring van Tekenaars', het KunstenaarsCentrumBergen (KCB) en het Genootschap van Beeldende Kunstenaars in Haarlem 'Kunst zij ons Doel'.
Damave wordt gerekend tot de 'Haarlemse Vijftigers' waar ook Anton Heyboer, Frans Verpoorten en Kees Okx deel van uitmaakten.
Zijn onderwerpen waren: interieurs, stadsgezichten, landschappen, portretten, stillevens.
Een groot deel van zijn leven werkte Poppe Damave in Haarlem aan de Lange Herenstraat nummer 9. Nog langer woonde hij op het adres Donkere Spaarne 54.
In 1947 exposeerde de kunstenaar in het Frans Hals Museum in zijn woonplaats Haarlem met 'Haarlem Jonge Kunst'. Daarna volgden vele tentoonstellingen waaronder een tentoonstelling in 1958 in het Stedelijk Museum Alkmaar van de Hollandse Aquarellistenkring, in 1961 een reizende expositie door de Verenigde Staten en twee jaar later onder auspiciën van het Ministerie van Onderwijs, Kunsten en Wetenschappen (OKW) een reizende expositie door Engeland, naar Parijs, Brussel, Maastricht en Groningen.
In 1961 verkreeg Damave een reisbeurs van het ministerie van OKW voor Griekenland en Turkije. Hij reisde graag, bij voorkeur per schip. Damave heeft enkele jaren gevaren - zelfs eens als scheepskok. Hij bezocht Rusland, Lapland, Schotland, Engeland, Ierland, Frankrijk, Spanje, Noord-Afrika, Turkije en Griekenland.
Damave stierf op 18 augustus 1988 in Bonn aan een hartaanval tijdens een studiereis door Duitsland. Op vrijdag 26 augustus 1988 werd een requiemmis gehouden in de R. K. parochiekerk H. Jozef in Haarlem. Aansluitend werd hij begraven op het R.K. Kerkhof St. Barbara.

## Werken
Damave schilderde, tekende, etste, schilderde in olieverf en aquarelleerde al dan niet in impressionistische stijl. Ook werkte hij in hout en linoleum. Werken van Damave bevinden zich onder meer in het Rijksmuseum Amsterdam, het Stedelijk Museum Alkmaar, het Singer Museum in Laren, Museum van Bommel van Dam te Venlo, de Historische Vereniging "Oud Heiloo" en de Rijkscollectie. Tijdens zijn leven hingen werken van Poppe Damave in vele solo- en groepstentoonstellingen in binnen- en buitenland.

### Illustraties
Damave verzorgde de omslag en de illustraties van:
- In Holland staat een huis (1954), geschreven door Frans Berni en verschenen in de serie 'Naar het zonlicht toe'. Uitgeverij Van Gorcum, Assen.
- Dagboek voor Bertheke (1954), geschreven door J. Brantligt. Uitgeverij Van Gorcum, Assen.
- 4 Hours - A day in the life of the Wolters Samsom Group. Wolters Samsom Groep N. V. , Zwolle 1987. Uitgeverij Sijthoff, Amsterdam.

- Biografisch Portaal: 14491307
- International Standard Name Identifier: 0000 0003 9204 0749
- Nederlandse Thesaurus van Auteursnamen: 07226876X
- RKD-Nederlands Instituut voor Kunstgeschiedenis: 19835
- Virtual International Authority File: 285997316
- WorldCat: E39PBJxRvWCB3mHtjhDk4F8Hmd